# Hutasoit II
Hutasoit II is een bestuurslaag in het regentschap Humbang Hasundutan van de provincie Noord-Sumatra, Indonesië. Hutasoit II telt 1118 inwoners (volkstelling 2010).